# Jimmy Stewart Show
Jimmy Stewart Show (The Jimmy Stewart Show) è una serie televisiva statunitense in 24 episodi trasmessi per la prima volta nel corso di una sola stagione dal 1971 al 1972. È una sitcom interpretata da James Stewart nel ruolo del professore universitario James K. Howard.

## Trama
James K. Howard è professore di antropologia al Josiah Kesser College, una università di East Valley, una piccola città della California. La comicità nei vari episodi deriva perlopiù dalle situazioni che evidenziano il gap generazionale tra Howard e i suoi studenti, compreso il figlio ventinovenne Peter.

## Personaggi e interpreti

### Personaggi principali
- Prof. James K. Howard (24 episodi, 1971-1972), interpretato da James Stewart.
- Martha Howard (24 episodi, 1971-1972), interpretata da Julie Adams.
È la moglie di Jim.
- Peter "P.J." Howard (24 episodi, 1971-1972), interpretato da Jonathan Daly.
È il figlio di Peter.
- Wendy Howard (24 episodi, 1971-1972), interpretata da Ellen Geer.
È la moglie di Peter.
- Teddy Howard (24 episodi, 1971-1972), interpretato da Dennis Larson.
È il figlio di otto anni di James e Martha (e zio di Jake).
- Jake Howard (24 episodi, 1971-1972), interpretato da Kirby Furlong.
È il figlio di otto anni di Peter e Wendy.
- Dottor Luther Quince (24 episodi, 1971-1972), interpretato da John McGiver.
È un collega di James al Josiah Kesser College.

### Personaggi secondari
- Karpopolis (4 episodi, 1971-1972), interpretato da Richard Annis.
- Mrs. Bullard (3 episodi, 1971), interpretata da Mary Wickes.
- Mr. Beck (2 episodi, 1972), interpretato da Rolfe Sedan.
- Harris (2 episodi, 1971-1972), interpretato da Michael Audley.
- Agatha Dwiggins (2 episodi, 1971-1972), interpretata da Jeff Donnell.
- Ammiraglio Decker (2 episodi, 1971-1972), interpretato da Cesar Romero.
- Janice Morton (2 episodi, 1971), interpretata da Kate Jackson.
- Lansworth (2 episodi, 1971), interpretata da Lou Manor.
- Ida Levin (2 episodi, 1971), interpretato da Melissa Newman.
- Woodrow Yamada (2 episodi, 1971), interpretato da Jack Soo.
- Candy Jar (2 episodi, 1972), interpretata da Chanin Hale.

## Produzione
La serie, ideata da Hal Kanter, fu prodotta da JK-Ablidon Productions e Warner Bros. Television e girata negli studios della Warner Brothers a Burbanks in California. Le musiche furono composte da Jeff Alexander.

### Registi
Tra i registi sono accreditati:
- Christian Nyby in 8 episodi (1971-1972)
- Ezra Stone in 2 episodi (1971)
- Hal Kanter
- Bernard Wiesen

### Sceneggiatori
Tra gli sceneggiatori sono accreditati:
- Hal Kanter in 2 episodi (1971-1972)
- Fred S. Fox
- Seaman Jacobs
- Milt Josefsberg

## Distribuzione
La serie fu trasmessa negli Stati Uniti dal 19 settembre 1971 al 12 marzo 1972 sulla rete televisiva NBC. In Italia è stata trasmessa su RaiUno con il titolo Jimmy Stewart Show. È stata distribuita anche in Spagna con il titolo El show de James Stewart.

## Episodi
| Stagione       | Episodi | Prima TV USA |
| -------------- | ------- | ------------ |
| Prima stagione | 24      | 1971-1972    |